# Liste der Kulturdenkmäler in Weidenhahn
In der Liste der Kulturdenkmäler in Weidenhahn sind alle Kulturdenkmäler der rheinland-pfälzischen Ortsgemeinde Weidenhahn aufgeführt. Grundlage ist die Denkmalliste des Landes Rheinland-Pfalz (Stand: 21. Dezember 2021).

## Einzeldenkmäler
| Bezeichnung                                | Lage                | Baujahr                | Beschreibung                                                           | Bild                           |
| ------------------------------------------ | ------------------- | ---------------------- | ---------------------------------------------------------------------- | ------------------------------ |
| Katholische Pfarrkirche St. Peter und Paul | Hauptstraße Lage    | 1869/70                | zweischiffige neugotische Hallenkirche, 1869/70                        | weitere Bilder Fotos hochladen |
| Schul- oder Pfarrhaus                      | Hauptstraße 12 Lage | spätes 19. Jahrhundert | ehemalige Schule oder Pfarrhaus; Bruchsteinbau, spätes 19. Jahrhundert | Fotos hochladen                |